# Белоостров

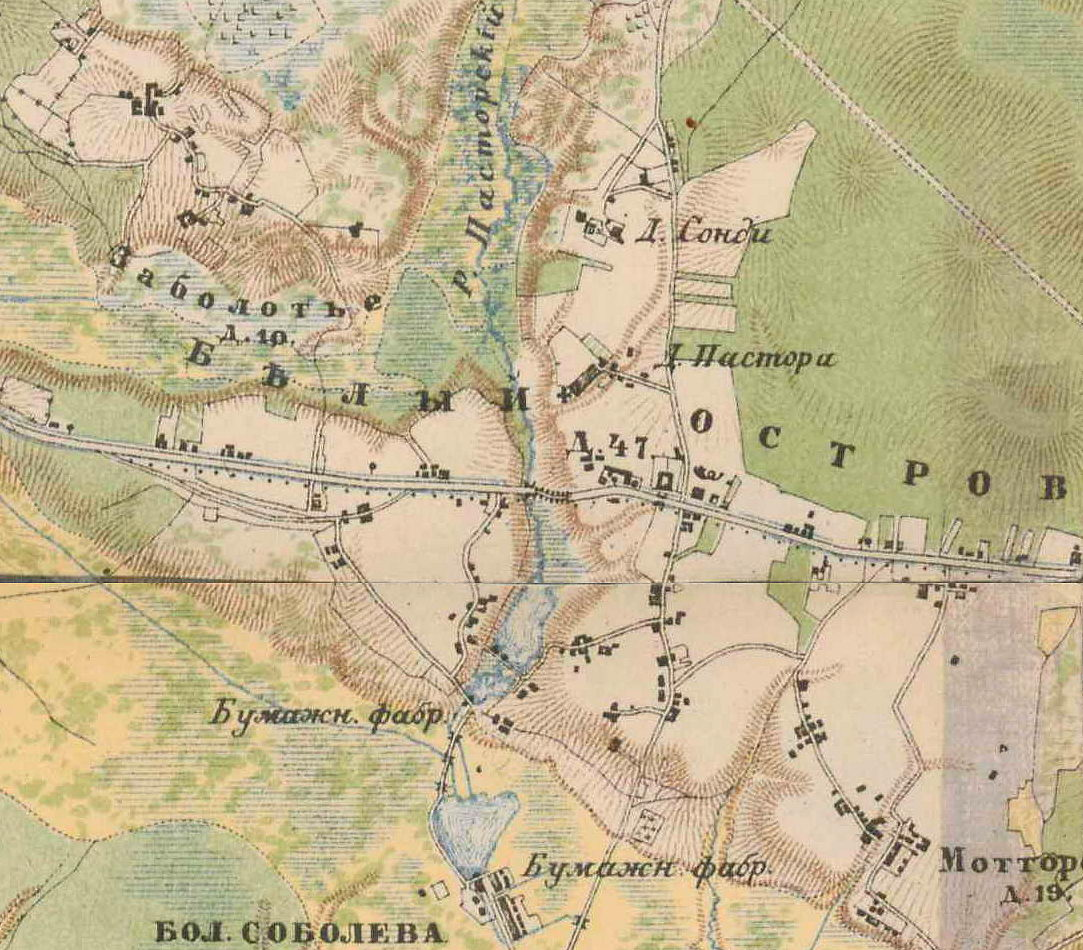
План деревни Белоостров. 1885 г.

Белоо́стров (фин. Valkeasaari) — посёлок в России, внутригородское муниципальное образование в составе Курортного района города федерального значения Санкт-Петербурга.

## Название
Название является калькой с финcкого Valkeasaari.
В 1920-х годах название Белоостров воспринималось как «белогвардейское». Возникший у станции посёлок стал называться Красноостров, а деревня — Старый Красноостров.

## История
Местность в районе Белоострова была населена в течение многих тысяч лет. Об этом свидетельствуют обнаруженные близ Белоострова и Дибунов курганы, относящиеся, по найденным в них изделиям, к бронзовому и железному векам.
Исторически территория относилась к православному Воздвиженскому Корбосельскому погосту Ореховского присуда (уезда) Карельской половины Водской пятины Новгородской республики.
Лютеранский приход свв. Петра и Павла в Валкеасаари известен с 1685 года. Тогда он считался капельным приходом Токсовской общины и включал территории окрестных деревень Алакюль, Алосаари, Кальялово, Коннунселька, Аккази, Лейстиля, Майнило, Мертуть и др. В 1734 году лютеранская община Валкеасаари выделилась из Токсовского прихода как самостоятельная, а в 1763 году была построена деревянная лютеранская церковь.
В 1878 году в деревне открылась воскресная школа, содержавшаяся на средства прихожан. Обучение в ней чтению, письму и лютеранскому катехизису вёл пастор А. Форстадиус.
В конце XIX века церковь была перестроена и вновь освящена 29 июня 1894 года. Приход просуществовал до конца 1930-х годов. В годы Великой Отечественной войны церковь была разрушена.
В районе современного Белоострова также существовали две православные церкви. Троицкая церковь была построена в 1837 году при бумажных фабриках (на тот период крупнейших в России и принадлежавших, как и вся Белоостровская вотчина, Елизавете Николаевне Кайдановой). Эта церковь находилась в слободе Александровской, названной по имени первого мужа Е. Н. Кайдановой, помещика А. В. Ольхина, о которой сейчас напоминает Александровское шоссе, идущее через Белоостров от железной дороги на север в сторону Выборгского шоссе. Церковь была закрыта в 1933 году, разрушена в годы Великой Отечественной войны.60°10′37″ с. ш. 30°01′08″ в. д.. Церковь Иоанна Богослова была построена в 1901 году; разрушена в 1920-е годы. 14 июля 2004 г. на месте обеих церквей были торжественно освящены памятные кресты.
На этнографической карте Санкт-Петербургской губернии П. И. Кёппена 1849 года деревня Белоостров (Валкеасаари) не обозначена. Однако в пояснительном тексте к этнографической карте она записана как Walkiasaari (Вотчина Белоостровская, деревня Вальки), а также указано количество её жителей на 1848 год: савакотов — 94 м. п., 96 ж. п., всего 190 человек.
В 1860 году деревня Белоостров или Валкисары насчитывала 30 дворов. В ней находились: кирха, пасторат, харчевня, дом таможенного досмотра, почтовая станция, тюрьма, фабрика «Ольховка» и фабрика «Сосновка».
В 1866 году временнообязанные крестьяне деревни Валкисари выкупили свои земельные наделы у Е. Н. Кайдановой и стали собственниками земли.
Когда в 1870 году вошла в строй Финляндская железная дорога от Санкт-Петербурга до Рийхимяки, то пограничная станция на берегу Сестры получила название Раяла (фин. Rajala — приграничный). Вскоре вокруг станции вырос большой дачный посёлок, который получил название Новый Белоостров, в отличие от Старого, расположенного на 6 км севернее. Тогда же и железнодорожная станция стала называться Белоостров.
В 1871 году была проложена железнодорожная ветка на Сестрорецк. На ней в 1876 году Фёдор Пироцкий испытывал принцип передачи электроэнергии по рельсам (первый российский трамвай). Однако в 1886 году этот участок был закрыт, а дорога разобрана; восстановлена в 1914 году (до станции Дюны южнее Белоострова), круговое движение через Белоостров открыто в 1925 году).
Согласно материалам по статистике народного хозяйства Санкт-Петербургского уезда 1891 года, имением Белоостров площадью 10 872 десятины владели наследники генерал-лейтенанта А. А. Ольхина, имение было приобретено до 1868 года. Доход они получали от сдачи в аренду права охоты в имении, разработки торфа, дачи, бумажной фабрики, чугунолитейного и кирпичного заводов.
В 1905 году на станции Белоостров работали два завода: завод древесной массы наследников А. А. Ольхина (35 рабочих) и кирпичный завод братьев Харчёвых (100 рабочих).
По данным 1908 года, Белоостровская земская 1-классная школа на 48 человек, открытая 1 сентября 1875 года, работала в каменном одноэтажном здании. Её попечителем являлся тайный советник Сергей Александрович Ольхин, учителем — С. А. Шевырев. Уроки закона божьего вёл священник М. Петропавловский. Уроки финского языка и лютеранский закон божий вёл В. Н. Маннистер, пение — С. А. Ольхин, рукоделие — Т. А. Шевырева.
В 1917 году по проекту финского архитектора Бруно Гранхольма (построившего многие дореволюционные вокзалы на Финляндской железной дороге: Ланская, Удельная, Шувалово, Озерки, Парголово) на финской стороне был построен внушительный каменный вокзал 60°08′56″ с. ш. 29°59′13″ в. д.. С августа 2010 на месте бывшего вокзала располагался городок строителей ЗСД. Тем не менее, следы старого вокзала сохранились.

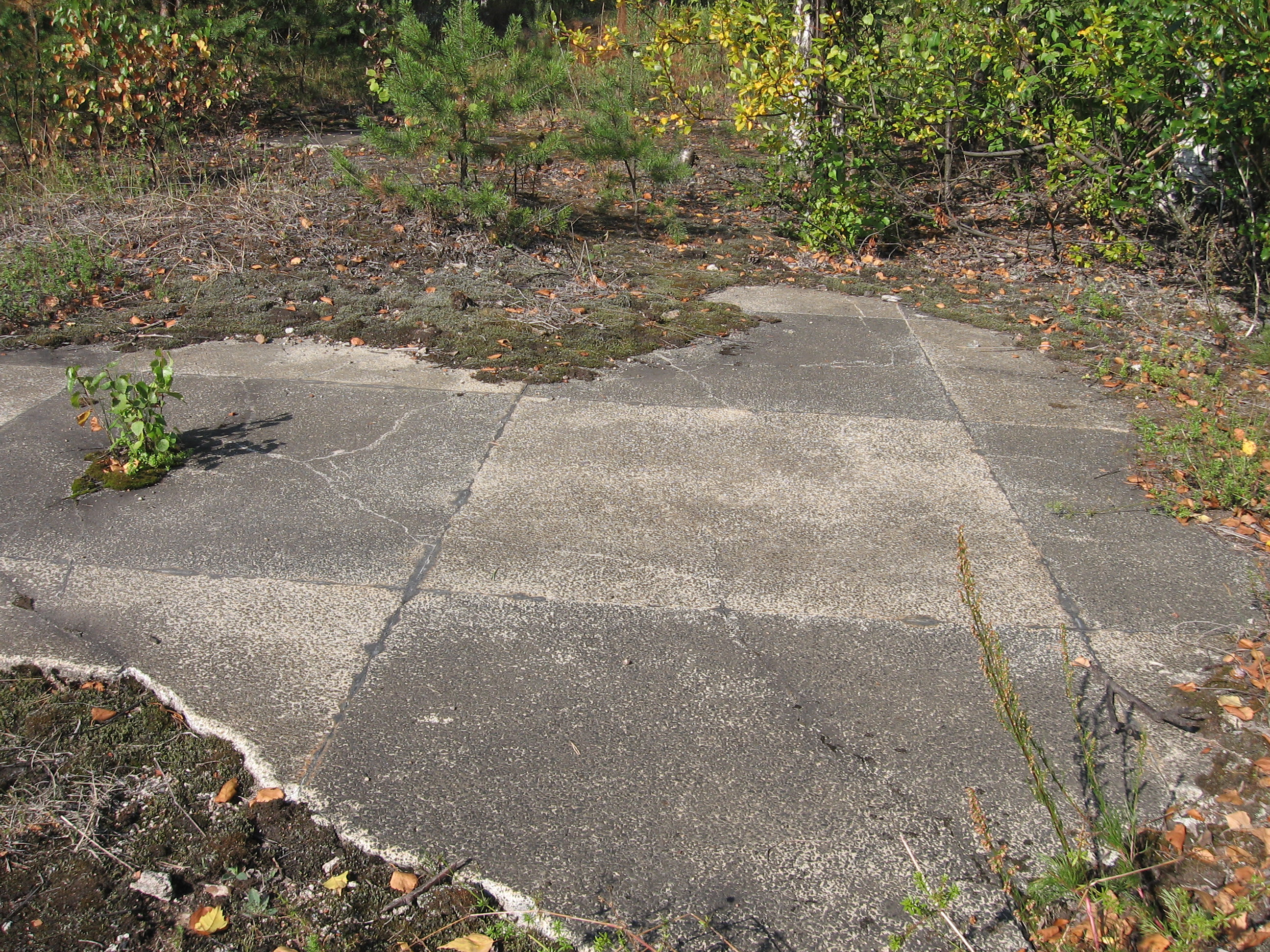
Пол главного зала на вокзале в Раяйоки
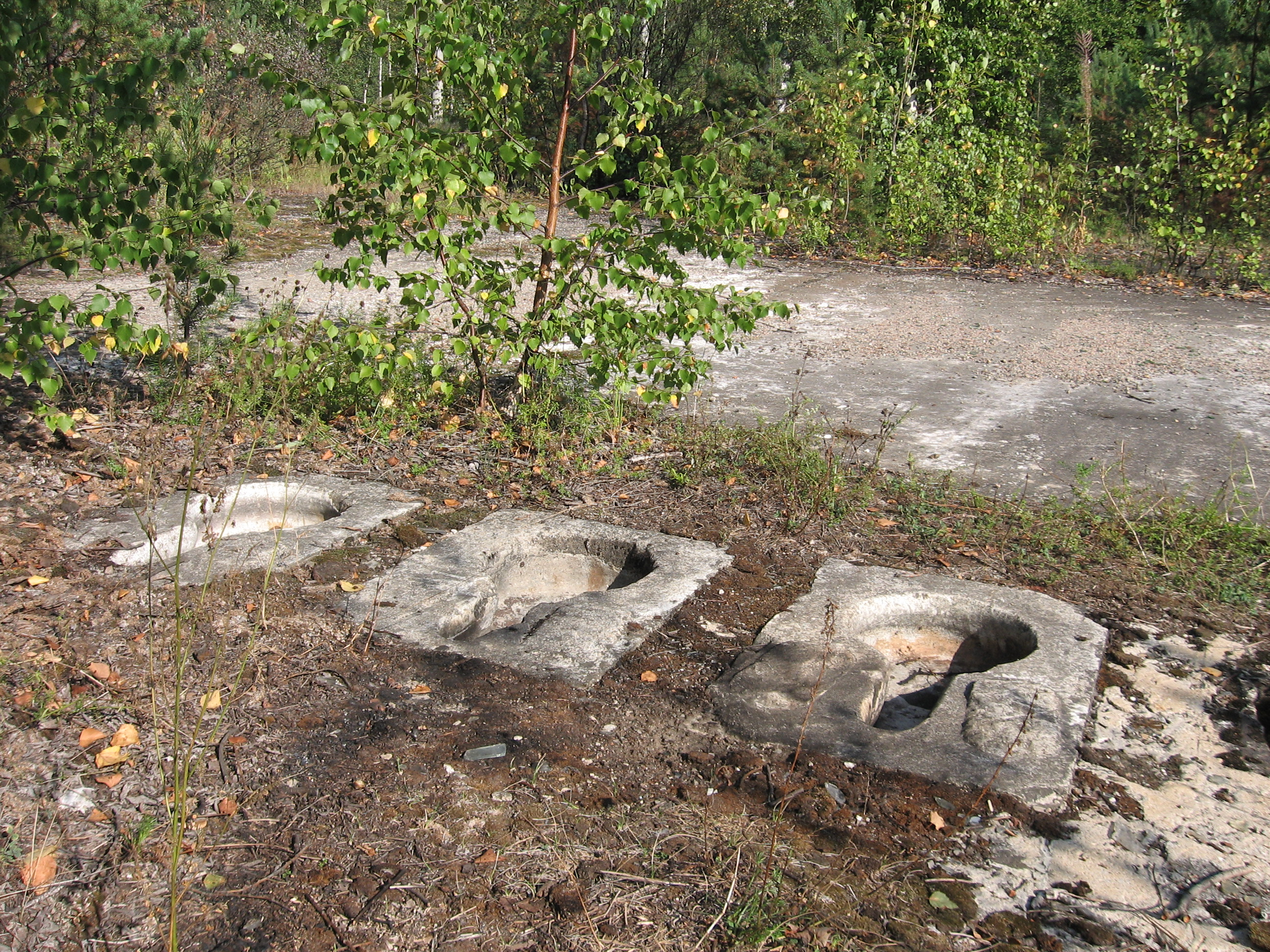
Туалет на вокзале в Раяйоки
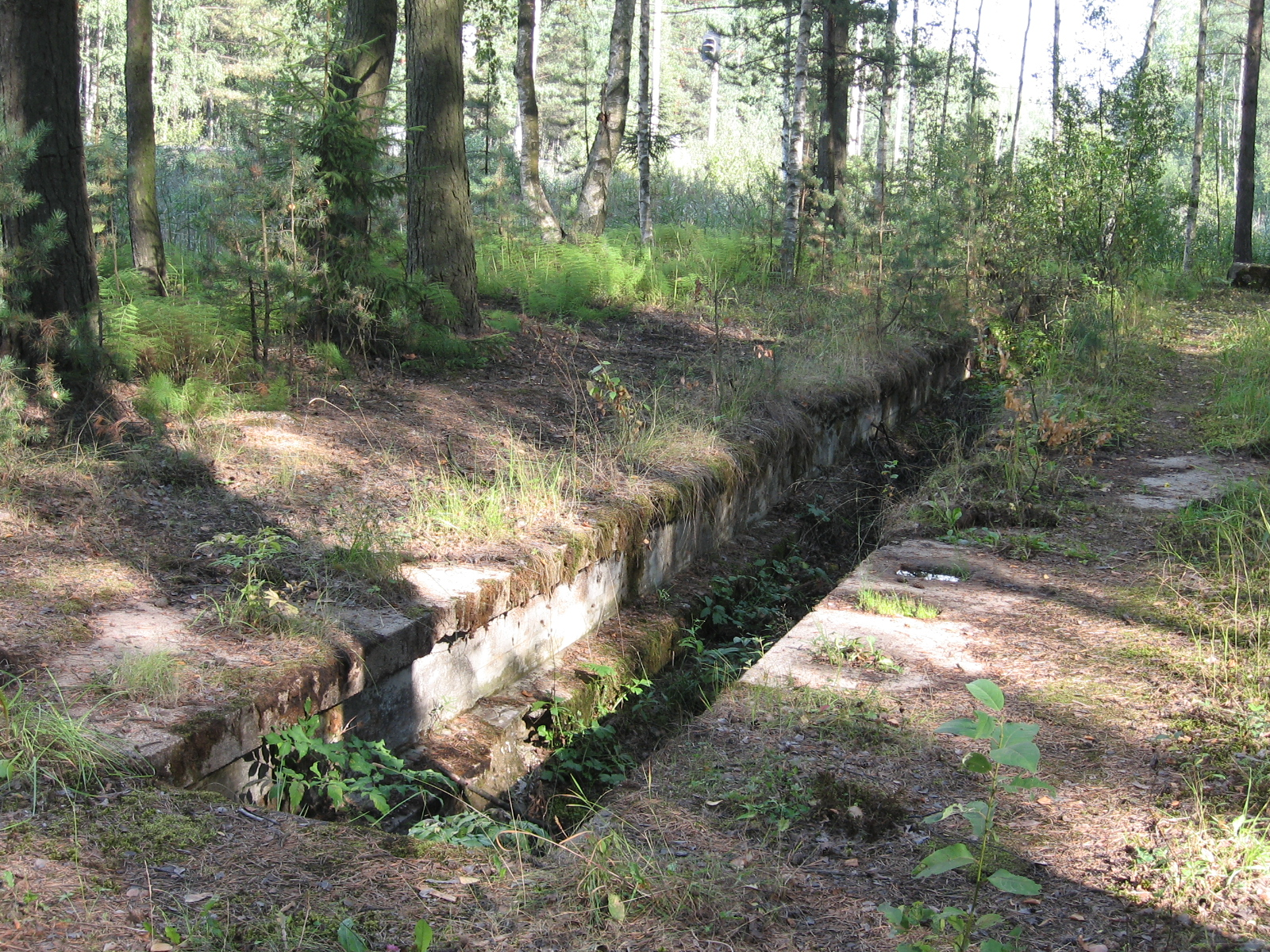
Смотровая яма в депо Раяйоки
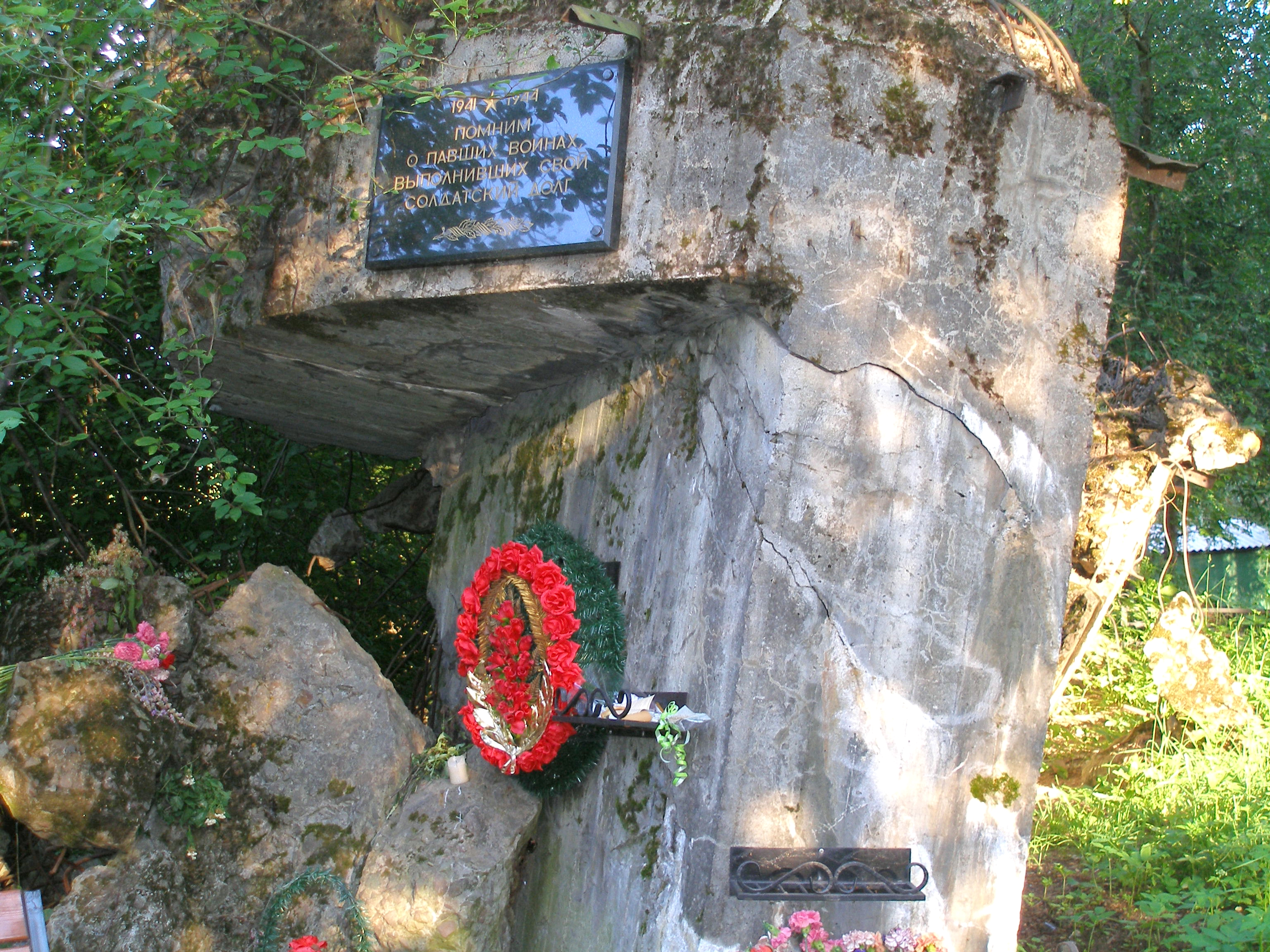
Мемориальная доска на развалинах ДОТа «Миллионер» 60°09′04″ с. ш. 30°00′58″ в. д.HGЯO

До 1940 года Белоостров был пограничным пунктом на границе с Финляндией. Станция Раяйоки (фин. Rajajoki — финское название реки Сестры, переводится как «Пограничная река») осталась с финляндской стороны. Линия границы проходила по реке Сестре, мост через которую был раскрашен в два цвета: белый — с финляндской стороны, и красный — с советской. На станции Белоостров в 1934 году по проекту архитектора Андрея Степановича Воробьёва было возведено монументальное здание вокзала, которое должно было стать парадными воротами в страну победившего социализма.
В годы Великой Отечественной войны в районе Белоострова шли ожесточённые бои. В 1952 году в память об этом Языков переулок в Ленинграде получил название Белоостровской улицы. В ходе боёв оказались разрушенными и оба вокзала. В послевоенное время станция Белоостров потеряла своё репрезентативное значение, и на месте довоенного вокзала было построено гораздо более скромное станционное здание по типовому проекту.

### История административного подчинения
До революции — административный центр Белоостровской волости Санкт-Петербургского уезда.
Белоостровская волость вновь была образована в феврале 1918 года.
С августа 1919 года по январь 1920 года входила в состав 2-го Северного района Петроградского уезда.
В декабре 1922 года — ликвидирована, а её территория вошла в состав Сестрорецкой волости.
В октябре 1922 года станция Белоостров была переименована в станцию Красноостров. Кроме того, согласно областным административным данным, не восстановленная после войны деревня Белоостров с 1 октября 1922 года по 31 мая 1924 года также называлась Красноостров.
В 1920-е—1940-е годы использовались названия посёлок Красноостров, Красноостровская волость и Красноостровский сельсовет:

КРАСНООСТРОВ — посёлок Александровского сельсовета Парголовской волости, 151 хозяйство, 461 душа.

Из них: русских — 104 хозяйства, 336 душ; финнов-ингерманландцев — 14 хозяйств, 21 душа; финнов-суоми — 23 хозяйства, 69 душ; немцев — 1 хозяйство, 5 душ; эстов — 7 хозяйств, 26 душ; латышей — 1 хозяйство, 1 душа.

АЛЕКСАНДРОВКА — село Александровского сельсовета Парголовской волости, 160 хозяйство, 599 душ.

Из них: русских — 82 хозяйства, 306 душ; финнов-ингерманландцев — 67 хозяйств, 259 душ; финнов-суоми — 6 хозяйства, 20 душ; эстов — 1 хозяйство, 3 души; латышей — 3 хозяйства, 8 душ.

СТАРЫЙ БЕЛООСТРОВ — деревня Красноостровского сельсовета Парголовской волости, 111 хозяйств, 458 душ.

Из них: русских — 9 хозяйств, 34 души; финнов-ингерманландцев — 92 хозяйства, 393 души; финнов-суоми — 9 хозяйств, 28 душ; латышей — 1 хозяйство, 3 души. (1926 год)

В 1926 году был организован Красно-Островский финский национальный сельсовет, население которого составляли: финны — 949, русские — 71, другие нац. меньшинства — 3 человека. К нему относились деревни: Старый Белоостров, Камушки и Заболотье.
По административным данным 1933 года, посёлок Красноостров относился к Александровскому сельсовету, а в Красноостровский финский национальный сельсовет входили: деревни Камушки, Кальялово, Заболотье, Мертуть, Аллосари, Мотторово, Медный Завод, Аккази, Майнилово, Старый Алакюль, Новый Алакюль и станция Красноостров.
Национальный сельсовет был ликвидирован весной 1939 года.
Посёлок Красноостров и станция Красноостров обозначены на карте Карельского перешейка 1940 года.
До 1954 года Белоостров входил в состав Парголовского района Ленинградской области и был подчинён поселковому совету посёлка Песочный, затем был передан в состав Сестрорецкого района. Возникший после Великой Отечественной войны на территории бывшего финского пристанционного посёлка Раяйоки (на правом берегу Сестры, к югу от железной дороги) посёлок работников Октябрьской железной дороги первоначально подчинялся поселковому совету посёлка Репино. В 1949 году в ходе масштабного переименования населённых пунктов Карельского перешейка он был переименован в Дюны. В 1964 году Дюны были включены в состав Белоострова, а объединённый посёлок был подчинён Песочинскому поселковому совету. В 1973 году Белоостров был передан в прямое административное подчинение Сестрорецкому районному (городскому) совету депутатов трудящихся (с 1977 г. — народных депутатов). При переименовании Сестрорецкого района в Курортный район Белоостров был включён в его состав в качестве муниципального округа.
Деревня Старый Белоостров (фин. Valkeasaari, также фин. Kirkonkylä) была выселена в 1936 году, существовала как населённый пункт до 1941 года и была разрушена в годы Великой Отечественной войны. Была возрождена в послевоенное время, существовала до середины 1970 годов, была вновь ликвидирована, жители были переселены в посёлок у станции Белоостров. С конца 1970-х годов на её месте располагается дачный посёлок Садоводство. Название Белоостров к месту бывшей деревни больше не применяется. До 1980-х годов с автостанции 3-е Парголово ходил пригородный автобус до конечного пункта «40-й км Выборгского шоссе» (фактически — Старый Белоостров). В результате название Белоостров закрепилось за станцией и прилегающим к ней посёлком, а название Старый Белоостров после повторного выселения (около 1976 года) исчезло с карт и из употребления. Ойконим Белоостров перемещён на другой объект, на 7–8 км к югу от первоначального Белоострова.

## География
Посёлок находится на севере Санкт-Петербурга.
К западу от Белоострова проходит федеральная трасса E 18 «Скандинавия».
В северо-восточной части Белоострова проходит граница между Курортным и Всеволожским районами.

### Описание границ посёлка Белоостров
Карта границ муниципальных образований Архивная копия от 23 февраля 2011 на Wayback Machine
Муниципальное образование «Посёлок Белоостров» граничит со Всеволожским районом Ленинградской области, а также тремя населёнными пунктами в составе Санкт-Петербурга — посёлком Песочный, г. Сестрорецком, посёлком Солнечное.
Граница проходит: от точки пересечения новой магистрали «Скандинавия» на Выборг с границей Всеволожского района Ленинградской области на юго-восток по правому берегу реки Сестры до пересечения с восточной границей коллективного садоводства института «Гипрометиз», далее по восточным границам этого садоводства до южной границы дачно-строительного кооператива «Поляны», затем по этой границе идёт в восточном направлении до Александровского шоссе. Затем граница идёт по восточным границам застройки посёлка Белоостров и лесных кварталов Морозовского лесничества в юго-восточном направлении до северной стороны полосы отвода Выборгского направления железной дороги, далее по ней на юго-восток на расстояние 2600 м от станции Белоостров до переезда (см.фото), затем по просеке пересекает земли Морозовского военного лесхоза. Здесь граница совмещается с границей посёлка Песочный этого же района.
Далее граница идёт на юг по западной границе кварталов 38, 41 и 43 Песочинского лесничества до реки Чёрной, далее по оси реки Чёрной до озера Сестрорецкий Разлив, далее по урезу воды северного берега озера Сестрорецкий Разлив до реки Сестры, далее по оси реки Сестры на север минуя железнодорожный мост, первый пешеходный мост, до второго пешеходного моста, далее по оси пешеходного моста и оси пешеходной дорожки до автомобильной развязки на 39 км Приморского шоссе, здесь граница совмещается с границами посёлка Солнечное этого же района, далее по оси Приморского шоссе до развилки на Зеленогорское шоссе, далее по оси Зеленогорского шоссе до пересечения с новой магистралью на Выборг по путепроводу через железную дорогу и далее по оси автомагистрали до пересечения с правым берегом реки Сестры.
В границы Белоострова входит дачный кооператив «Дюны» (ДСК-1).

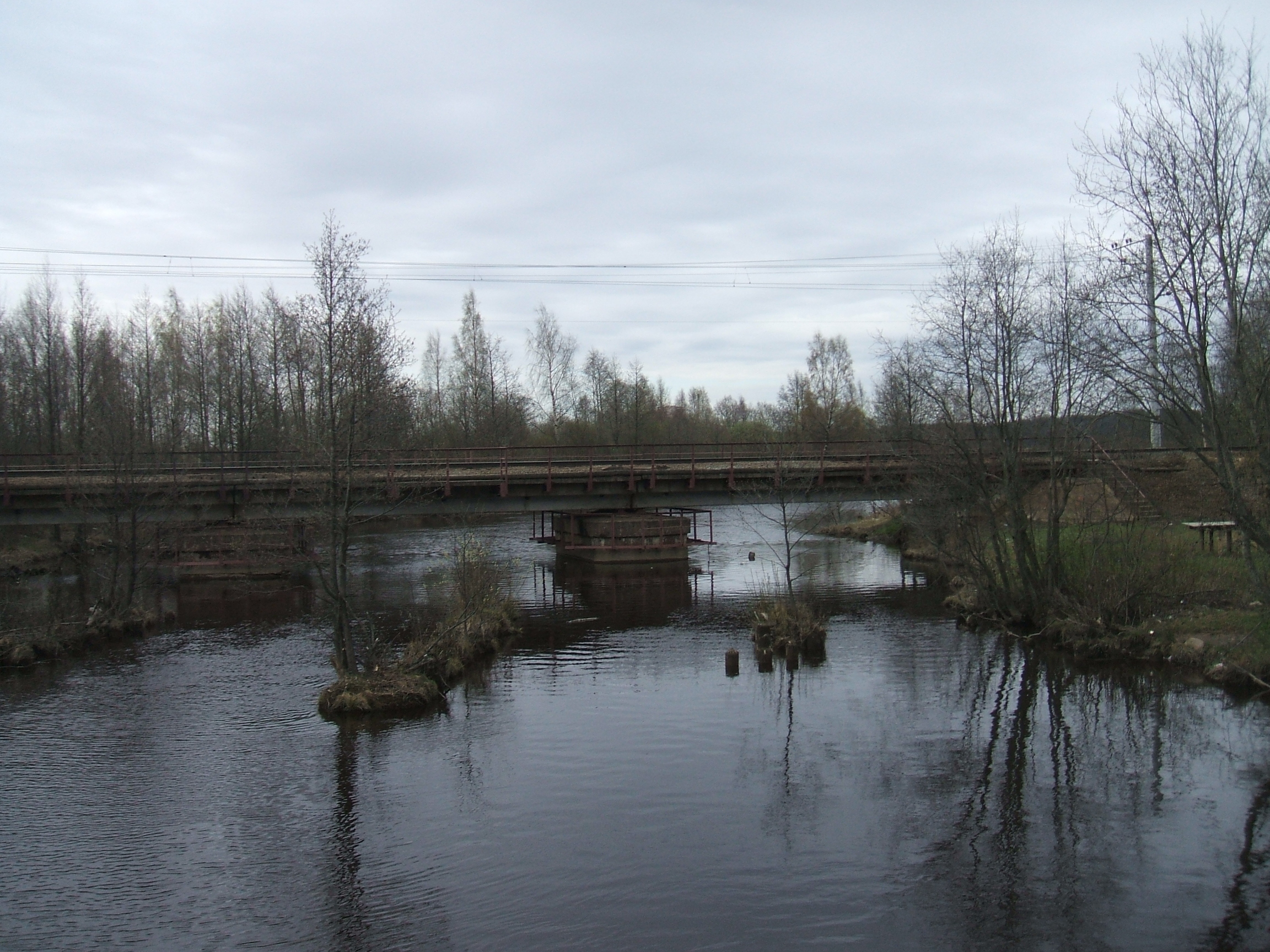
Железнодорожный мост через Сестру
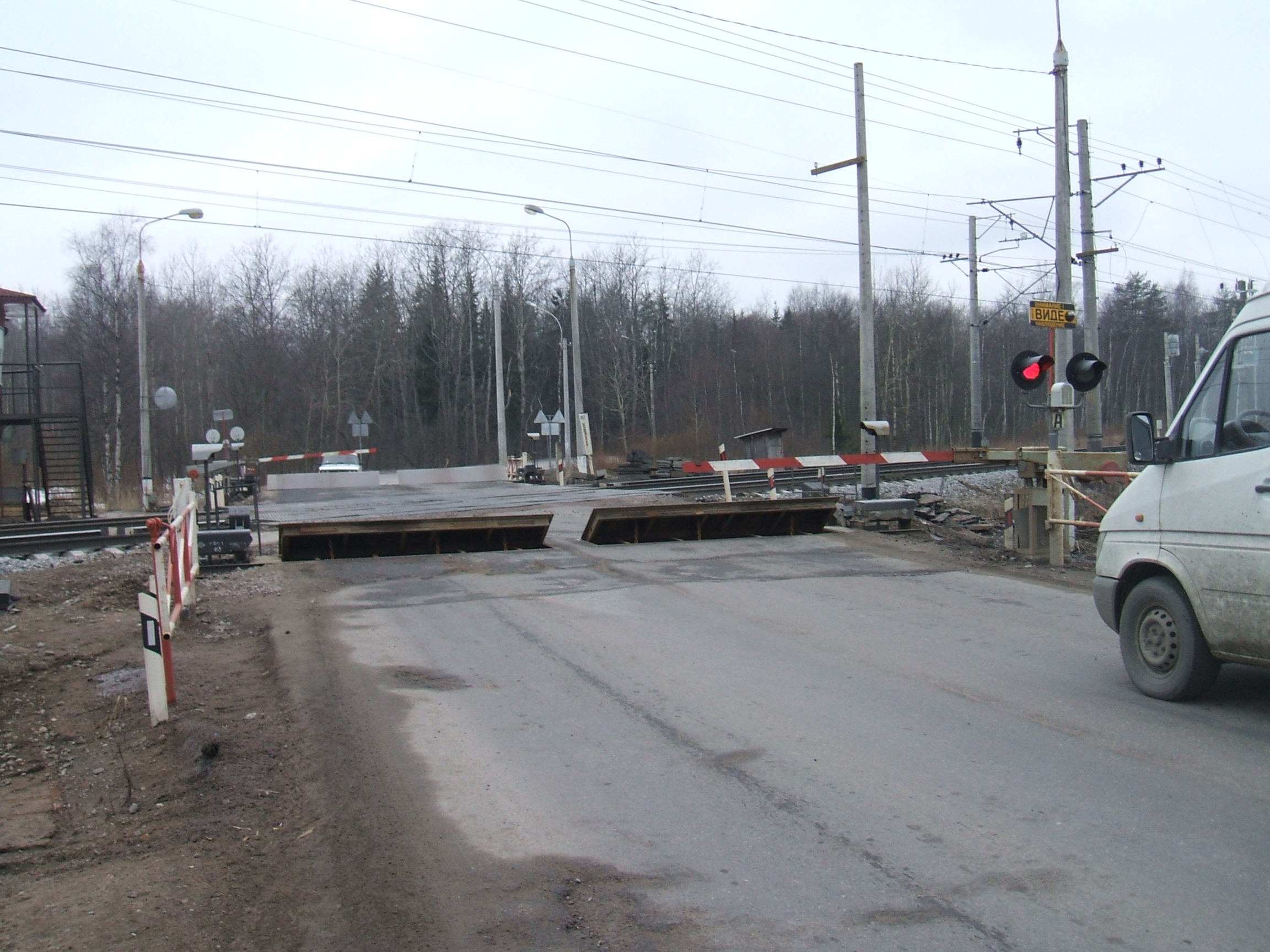
Железнодорожный переезд на перегоне между Дибунами и Белоостровом
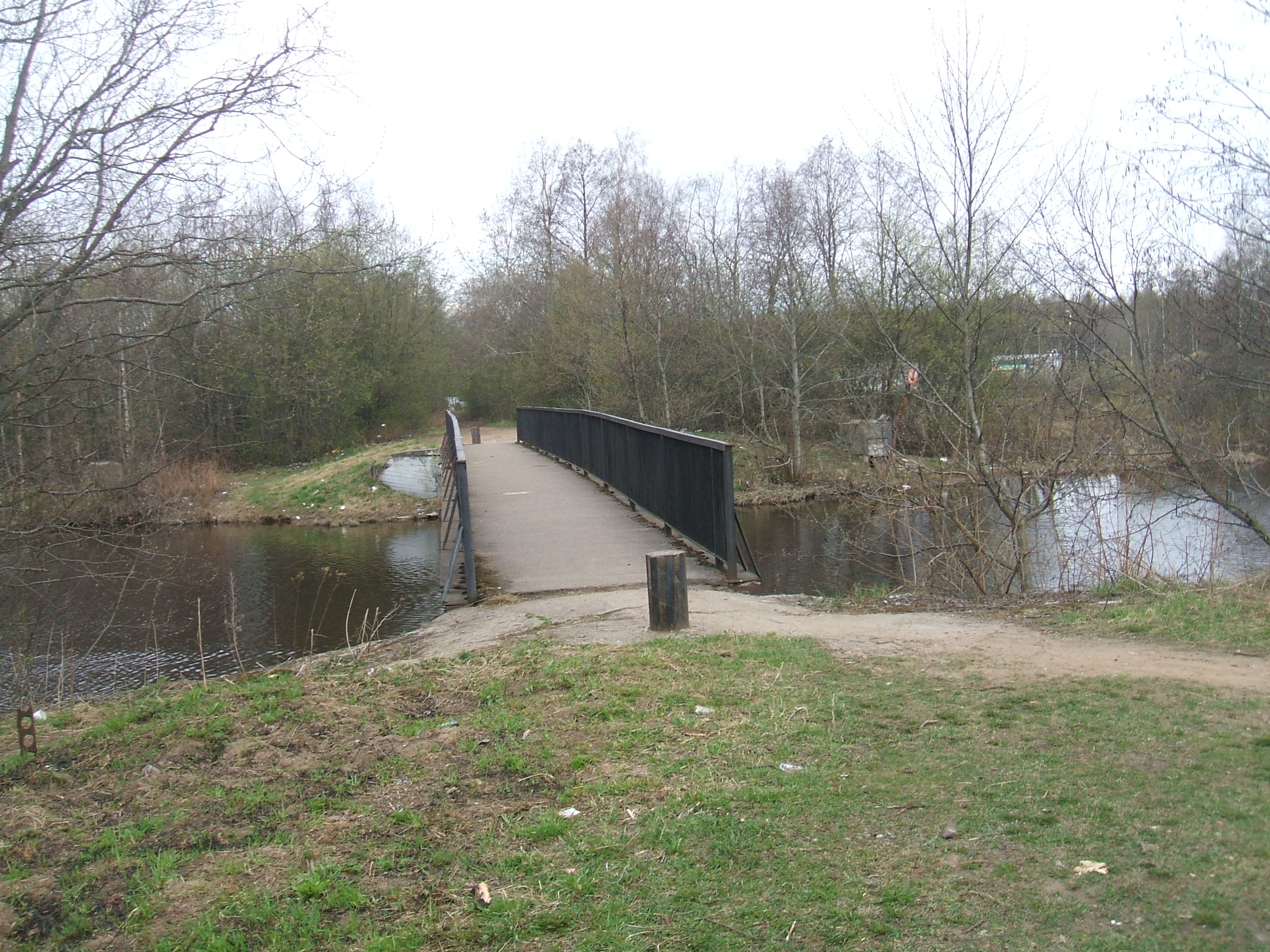
1-й пешеходный мост через Сестру
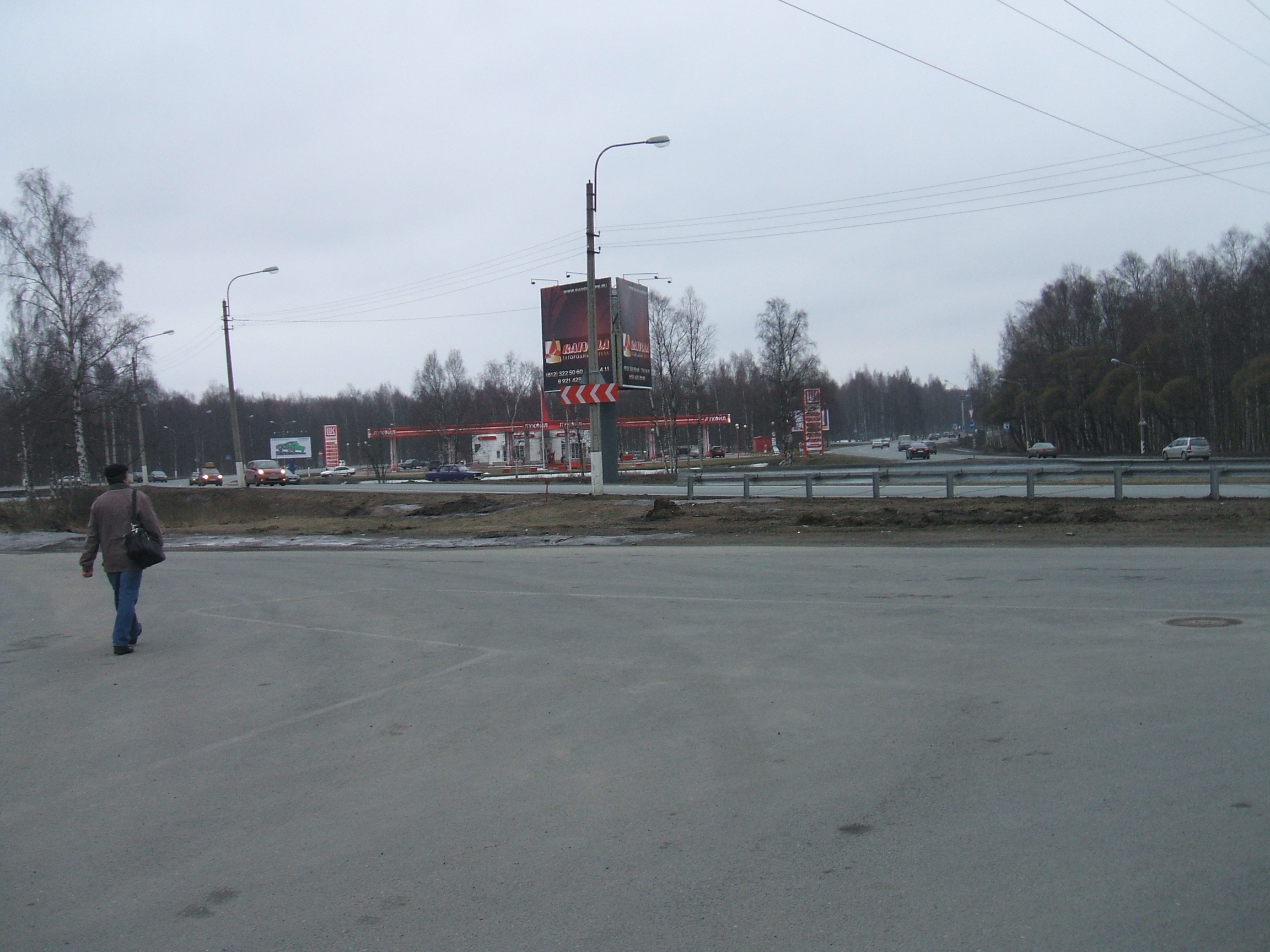
39 км Приморского шоссе

## Демография
В середине XIX века в деревне Валкисари (Старый Белоостров) было 38 дворов и проживало 225 человек. Там же находилась почтовая станция и таможенная застава.
В Александровке в 1864 году числилось 199 дворов и проживал 601 человек, а по переписи 1926 года было 160 дворов.

БЕЛООСТРОВСКАЯ — вотчина, принадлежит Кайдановой, Действительной Статской Советнице;

состоит из нижеследующих деревень:

а) Алосари — жителей по ревизии 25 м п., 29 ж. п. 

б) Редуголи — жителей по ревизии 59 м п., 75 ж. п. 

в) Вальки — жителей по ревизии 222 м п., 249 ж. п. 

При ней:

1) Церковь деревянная Лютеранского вероисповедания.

2) Почтовый двор.

г) Заболотье — жителей по ревизии 33 м п., 33 ж. п. 

д) Аккози — жителей по ревизии 64 м п., 73 ж. п. 

е) Майнелова — жителей по ревизии 53 м п., 52 ж. п. 

ж) Копьлева — жителей по ревизии 127 м п., 152 ж. п. 

з) Мерттути — жителей по ревизии 90 м п., 99 ж. п. 

и) Алакули — жителей по ревизии 143 м п., 175 ж. п. 

Сверх сего в Белоостровской вотчине:

а) Александровская бумажная фабрика.

При ней:

1. Церковь каменная во имя Святой Троицы.

2. Училище для мастеровых детей.

3. Больница для мастеровых.

б) Завод меди расколывачной. (1838 год)

На этнографической карте Санкт-Петербургской губернии П. И. Кёппена 1849 года, упомянута деревня «Walkiasaari», населённая ингерманландцами-савакотами. В пояснительном тексте к этнографической карте она записана, как деревня Walkiasaari (Вотчина Белоостровская, дер. Вальки) и указано количество проживающих в ней ингерманландцев на 1848 год: 96 м п., 94 ж. п., всего 190 человек.

ВАЛКИ — деревня Графини Левашёвой, по Выборгскому почтовому тракту, 49 дворов, 286 душ м. п. (1856 год)

ВАЛКИ(ВАЛКИ-САРИ, БЕЛООСТРОВ) — деревня владельческая, при Фабричном заливе; 38 дворов, жителей 95 м п., 130 ж. п.; Церковь Лютеранская. Почтовая станция. Таможенная застава. (1862 год)

В 1885 году деревня Белоостров насчитывала 47 дворов.

БЕЛООСТРОВ (ВАЛКИ тожь) — селение, имеющее до 60 дворов и свыше 260 жителей обоего пола, находится в 35 вер. от столицы, на шоссе, при фабричном разливе. Окружающая селение местность преимущественно возвышенная, холмистая, сухая, открытая; почва песчаная; в селении находится фабричный разлив и до 20 колодцев, вода в которых стоит от 4 до 7 саж. от поверхности почвы; жители пользуются преимущественно колодезною водою. В половине колодцов вода прозрачная и вообще хорошая, а в остальных — мутная, с примесью песку и грязи; отдает навозом, так как колодцы эти устроены на низких местах и сюда стекает со дворов и полей. Селение, расположено на возвышенности (почти на 7 саженей выше разлива); дома рассеяны группами, разделенными полями, от 5—200 саж.; они одноэтажные; курных изб немного (4); селение — полузажиточное; в полуверсте имеется бумажная фабрика, остатки от бумажного производства спускаются в помянутый разлив. Земдеделие и молочное хозяйство — главные занятия жителей — финнов (лютеране). Имеется — кирка и школа. (1892 год)

БЕЛООСТРОВ (ВАЛКИ) — деревня Белоостровского сельского общества по Выборгскому шоссе, 87 Дворов, 216 м п., 240 ж. п. — всего 456 чел.; земская народная школа, волостное правление, приемный покой, 3 мелочные лавки.

КАМУШКИ (БЕЛООСТРОВ) — выселки из деревни Белоостров, села Александровки и арендаторы, на земле Белоостровского и Фабричного сельских обществ, а также владельцев Ольхиных 15 дворов, 35 м п., 36 ж. п. — всего 71 чел.

ПАСТОРАТ БЕЛООСТРОВСКОЙ ЛЮТЕРАНСКОЙ КИРКИ — на собственной земле близ Выборгского шоссе 2 двора, 10 м п., 8 ж. п. — всего 18 чел., 2 лютеранские кирки при деревне Белоостров.

АЛЕКСАНДРОВКА — село арендаторов на земле Фабричного сельского общества по Белоостровской земской дороге, при р. Сестре и разливах Среднем, Сурминовском, Соболевском и Ольховском 156 дворов, 334 м п., 395 ж. п. — всего 729 чел. при усадьбе Ольхиных православная церковь во имя Св. Троицы, земская народная школа, 3 фабрики по выделке древесной массы, 4 мелочные лавки, водяная мельница, винная лавка.
(1896 год)

БЕЛООСТРОВ — деревня Белоостровского сельского общества Белоостровской волости, число домохозяев — 56, наличных душ: 123 м п., 154 ж. п.; количество надельной земли — 308 дес. (1905 год)

В 1908 году в деревне Белоостров проживали 464 человека из них 58 детей школьного возраста (от 8 до 11 лет); в посёлке Камушки — 88 человек (13 детей школьного возраста); в селе Александровка — 1031 человек (106 детей школьного возраста); на станции Белоостров — 759 человек (115 детей школьного возраста). Всего в 15 населённых пунктах Белоостровской волости проживало 4776 человек (из них детей школьного возраста — 633).
По данным переписи 1920 года, национальный состав населения Белоостровской волости выглядел следующим образом:
- финны — 2409 (83,47 %)
- русские — 418 (14,48 %)
- эстонцы — 59 (2,05 %)

По переписи 1926 года в селе было уже 111 дворов и 458 жителей, в том числе 421 финн, 34 русских и 3 латыша.
| 1970  | 1979  | 1989  | 2002  | 2010  | 2012  | 2013  |
| ----- | ----- | ----- | ----- | ----- | ----- | ----- |
| 2023  | ↘1563 | ↘1405 | ↗1690 | ↗2080 | ↗2100 | ↗2138 |
| 2014  | 2015  | 2016  | 2017  | 2018  | 2019  | 2020  |
| ↗2144 | ↗2181 | ↗2192 | ↗2210 | ↗2235 | ↗2275 | ↗2295 |
| 2021  | 2023  | 2025  |       |       |       |       |
| ↗2445 | ↗2460 | ↗2466 |       |       |       |       |

В летние месяцы население увеличивается за счёт дачников и жителей многочисленных садоводств.

## Промышленность
Кроме нескольких бумажных фабрик, первая из которых была основана в 1792 году, в слободе Александровка (на территории современного посёлка Белоостров) с 1880 года непродолжительное время действовал литейно-механический завод Эйлера фон Кверфурта, выпускавший мелкие ружейные детали. В 1888 году там же В. Р. фон Рукштелем был организован завод для производства взрывчатки «Силотвор». Первая продукция была получена весной 1891 г., но производство просуществовало недолго. Кроме того, в Александровке до революции действовал завод Гардена, выпускавший сельтерскую и содовую воды, а также семь видов фруктовых лимонадов на основе местной родниковой воды. Бумагоделательное производство просуществовало в Александровке до 1930-х годов.
Неподалёку от железнодорожной станции Белоостров, к северу от деревни Редуголь, в начале XX века действовало несколько кирпичных заводов. Самым крупным из них было предприятие братьев Харчевых. Его годовой оборот на 1911 год, по данным справочника «Вся Россия», составлял 30 тыс. руб. В 1918 году завод был национализирован, а в 1919 году был разрушен в ходе боевых действий с белофиннами и впоследствии не восстанавливался. Жилые постройки при заводе были переданы в 1926 году Парголовскому Волисполкому. С 1934 года здесь размещалось почтово-телеграфное отделение, затем казармы и клуб пограничников. Члены семьи Харчевых были репрессированы в 1930-х и реабилитированы в 1958 г.
В современном Белоострове действует асфальтобетонный завод и мебельная фабрика (Новое шоссе, 45), в 2009 г. был построен таможенный терминально-логистический комплекс «Северные ворота» (Новое шоссе, 53).
В конце августа 2013 года стало известно о планах строительства на территории бывшего асфальтового завода, на участке 4,7 га, завода по производству химических реагентов швейцарской компании ChemECO Sa. Жители Курортного района обратились с петицией напрямую к В. В. Путину с требованием остановить строительство.

## Транспорт

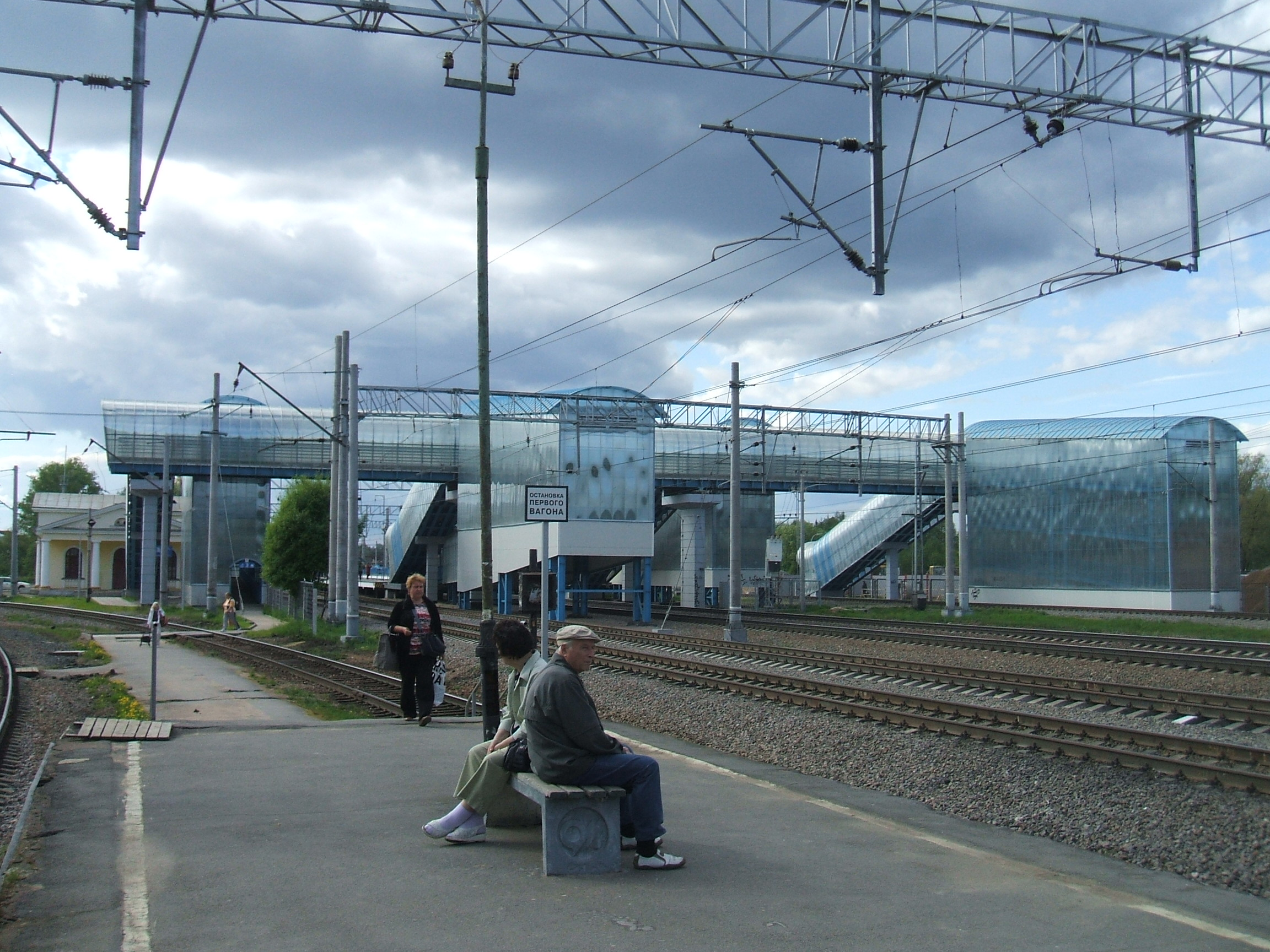
Пешеходный переход через ж.д., построенный в 2010 году

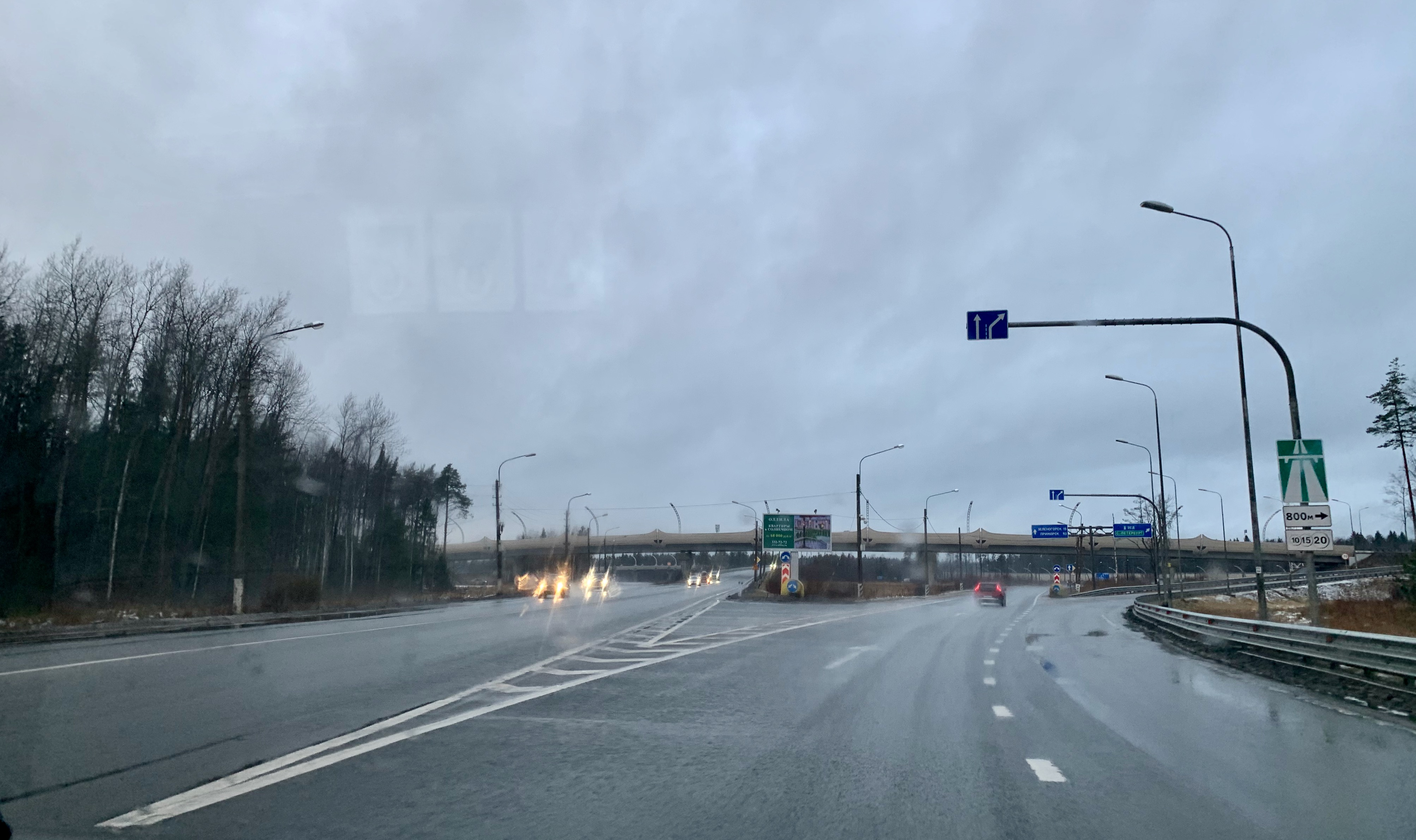
ЗСД

В 2007—2008 гг. на станции Белоостров была проведена реконструкция железнодорожных путей. Центральная островная платформа Выборгского направления, располагавшаяся слева от здания вокзала, была демонтирована и заменена на две боковые платформы, расположенные справа от вокзала.
В 2011 году было завершено строительство надземного пешеходного перехода, соединившего вокзал с платформами.
На территории Белоострова (от железнодорожной станции на север в район садоводств) с 1973 года организовано регулярное автобусное движение — маршрут 494. Ныне через Белоостров проходят автобусы 315 ( ж/д станция Песочная — Сестрорецк, Курорт), 680 (Санкт-Петербург, станция метро  Проспект Просвещения — Рощино).

## Инфраструктура

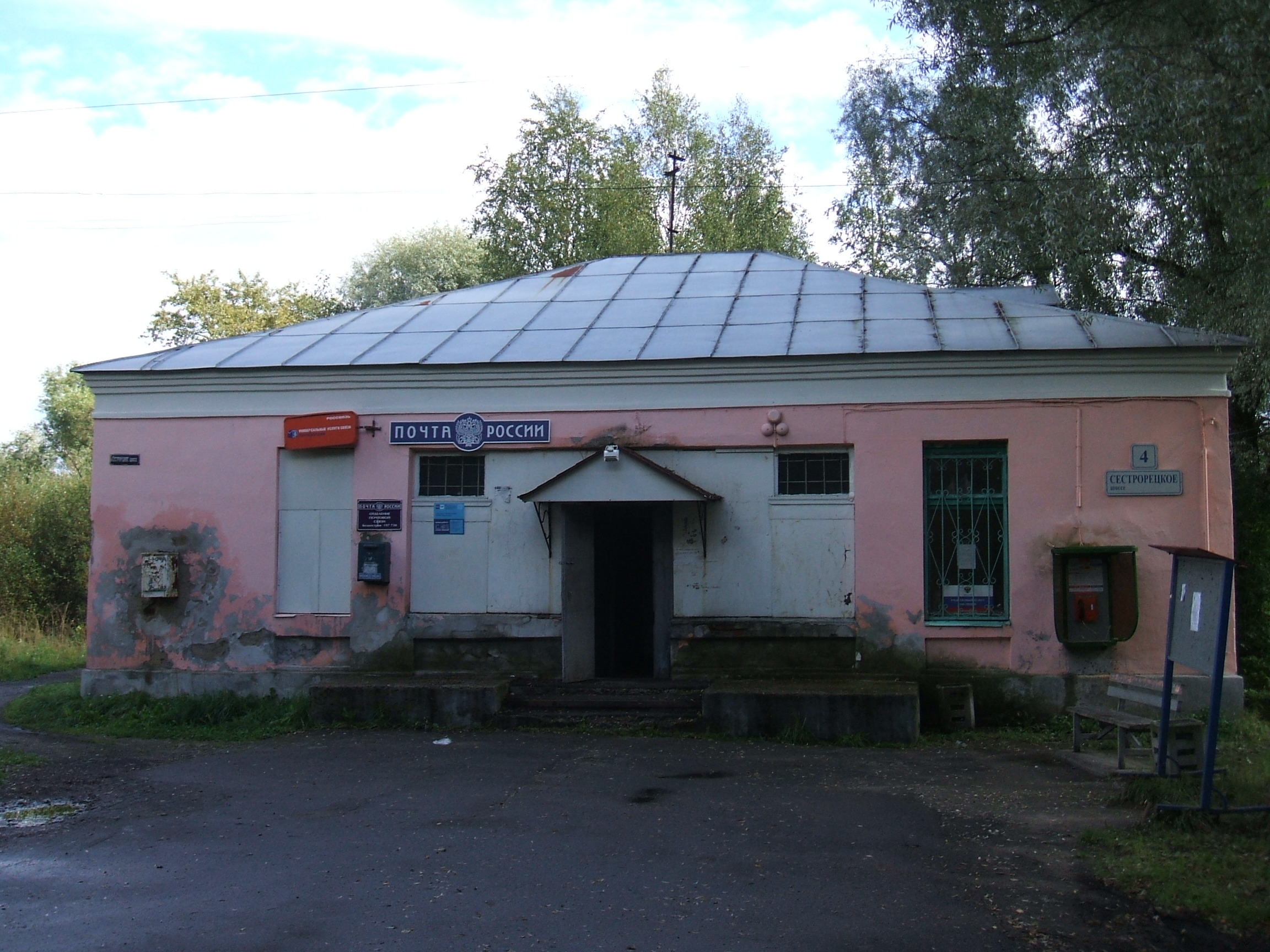
Почта

В Белоострове (в Дюнах), ранее существовала общеобразовательная восьмилетняя школа. Сейчас дети учатся в Сестрорецке и Песочном. Есть несколько спортивных площадок. Действует несколько небольших продовольственных и хозяйственных магазинов, кафе, почта.
С 1950-х годов Белоостров является большим садоводческим массивом и дачным посёлком.
Основная жилая застройка в Белоострове — частные дома. Несколько многоквартирных домов существуют с 1960-х гг к югу от железнодорожных путей (по Новому шоссе и в Дюнах). Они были построены в основном для работников Октябрьской железной дороги. В 2010-х годах началось возведение многоквартирных домов на участках, предназначенных для индивидуального жилищного строительства, в традиционной «дачной» части посёлка, к северу от железнодорожных путей. В частности, многоквартирные дома были возведены в нарушение действующего законодательства по адресу Александровское шоссе, 17/1, Александровское шоссе, 35 и Центральная ул., 20/11. В Службу государственного строительного надзора и экспертизы были направлены запросы для признания этих построек незаконными и ликвидации их по решению суда. Однако до сих пор судьба этих домов окончательно не решена.

## Фото

Стела у въезда в Белоостров
Историческая справка
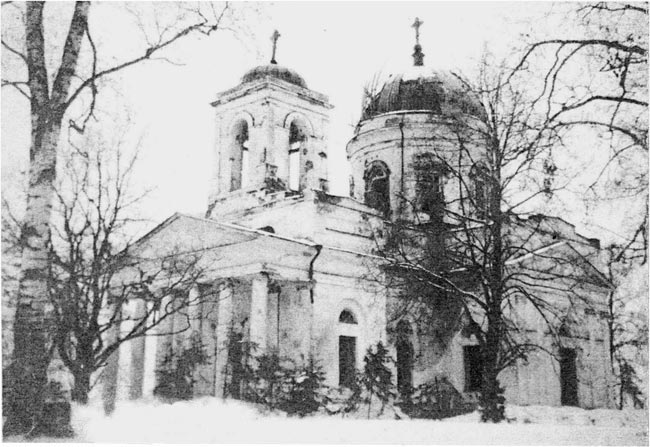
Церковь Св. Троицы в Белоострове